# Bazilika Device bora
Bazilika Device bora (špansko Basílica de Nuestra Señora del Pino) je katoliška cerkev in župnija v Terorju, Gran Canaria, Kanarski otoki, Španija. Sedanja stavba v neoklasicističnem slogu je bila zgrajena od 1760 do 1767. Posvečena je Virgen del Pino - Devici bora.

## Zgodovina
Župnija Teror je bila ustanovljena leta 1505. Sedanja cerkev je bila zgrajena v neoklasicističnem slogu od leta 1760 in je bila posvečena leta 1767, posvečena Virgen del Pino, ki se je po legendi pojavila na tem mestu. 30. avgusta 1914 je bila razglašena za zavetnico Gran Canarie, cerkev pa za baziliko.
12. januarja 1916 je bila stavba razglašena za papeško manjšo baziliko, prvo tovrstno cerkev na Kanarskih otokih.

## Opis
Baziliko sestavljajo tri ladje, sredinska je največja, zaključena s polkrožnimi loki in dvokapno streho ter rumenim klesanim stolpom, ki je na desni strani pročelja bazilike. V notranjosti lahko vidimo kapelo krstilnice, v spodnjem prezbiteriju najdemo Kristusov oltar, povezan s stebrom Lujána Péreza, na vogalu tega oltar Najsvetejšega zakramenta, ki mu predseduje Križani Kristus Lujána Péreza, ki gre ven iz bazilike v procesiji na veliki petek in hodi po različnih ulicah tako kot Kristus, privezan na steber, ki procesira na veliki torek. V zgornjem prezbiteriju najdemo zavetnico Gran Canarie in škofije Kanarskih otokov (ki vključuje provinco Las Palmas) ter Terorja, Devico bora; Devica je na prestolu, s srebrnim baldahinom, soncem in polmesecem, kar namiguje na tisto, kar je zapisal sveti Janez Evangelist v Apokalipsi: »In videl sem ženo, oblečeno s soncem, z luno pod njenimi nogami ...« . Na desni strani, ko vstopimo od spredaj, najdemo oltar Srca Jezusovega, ki procesira vsako leto na svoj dan, poleg njega je oltar San Joséja. In končno najdemo oltarno sliko Duša na vhodu.

### Izvor gradnje
Gradnja omenjenega templja je bila mogoča po zaslugi škofa Ruede, stolnega kapitlja in predvsem prebivalcev Terorja z njihovimi pomembnimi in veličastnimi donacijami. V tem novem svetišču so zgradili kamnito nišo, ki so jo okrasili okoli leta 1665, da bi v intimnem prostoru umestili Devico bora.

### Fasada
Izstopajo območja, ki jih opredeljuje tako imenovani »Modri kamen«. Venec krasijo balustrade z rozetami; v osrednjem delu pa je ura, v kateri so zvonovi.

### Vitraji
Bazilika ima nekatere čudovite vitrajem. Tisti, ki zapirajo stranske odprtine bazilike, odražajo svete vesele in veličastne skrivnosti svetega Rožnega venca. Pridobil jih je župnik D. Juan González v San Sebastiánu.
Komplet vitrajev, ki se hrani v baziliki Villa Mariana de Teror, je bil pridobljen približno leta 1920.
Ob vznožju stranskih ladij se pojavita papeža Pij X. in Pij XII. Prvi je bil povezan s podelitvijo Virgen del Pino leta 1914 glavnega pokroviteljstva nad škofijo Kanarskih otokov. Tista, ki vključuje Pija XII., se spominja obiska tega papeža v marijanskem templju.

### Bruhalniki
To je eden najbolj izvirnih umetniških elementov na zunanjosti bazilike Device bora. Deset bruhalnikov je na izpostavljenih straneh in služijo kot drenaža na strehah bazilike. Te figure, izdelane iz rumenega kamna, dajejo marijanskemu templju poganski element s srednjeveškimi vplivi. V strehe templja so jih vgradili v 18. stoletju z gradnjo bazilike arhitekta Antonia de la Rocha.

## Umetnostna dediščina
Sedanja bazilika ima v notranjosti bogato zgodovinsko dediščino. Kljub temu je bil ta marijanski tempelj s kraljevim odlokom 3301/1976 (B.O.E. 73, z dne 26. marca 1977) razglašen za vrednoto kulturnega pomena. Pri tem delu so sodelovali veliki kanarski arhitekti in umetniki, kot sta inženir Antonio de la Rocha in Diego Nicolás Eduardo.
Na kiparskem področju izstopata José Luján Pérez in Arsenio de las Casas; Na slikovnem polju izstopata Francisco de Rojas in Francisco Quintana Cardoso; Na področju kamnoseške industrije med drugimi izstopa Bartolomé Díaz.
Sedanja bazilika ima številne slike in oltarne nastavke. To so tisti, ki zapirajo glavno kapelo. Najpomembnejše platno v templju Ánimas (Duša), izdelano v 20. stoletju.
- Zunanjost bazilike
- "Rumeni" ali "portugalski" stolp kraljeve bazilike Device bora
- Glavni oltar bazilike
- Oltar bazilike Nuestra Señora del Pino